# Everlasting Pictures (Right Through Infinity)
Everlasting Pictures (Right Through Infinity) ist ein Lied von B-Zet und Darlesia aus dem Jahr 1995. Bekanntheit erlangte die Komposition auch im Jahr 2000 durch die deutschsprachige Adaption Bilder von Dir des deutschen Popsängers Laith Al-Deen.

## Entstehung und Veröffentlichung
Das Lied wurde von den beiden Interpreten sowie Matthias Hoffmann geschrieben; die Komposition stammt von B-Zet (Steffen Britzke) und Hoffmann. B-Zet zeichnete darüber hinaus auch für die Produktion verantwortlich.
Die Erstveröffentlichung von Everlasting Pictures (Right Through Infinity) erfolgte als Single am 2. Juni 1995 durch Eye Q Records.

## Charts und Chartplatzierung
| ChartsChartplatzierungen | Höchstplatzierung | Wochen |
| ------------------------ | ----------------- | ------ |
| Deutschland (GfK)        | 56 (12 Wo.)       | 12     |

## Coverversionen

### Version von Laith Al-Deen
Der deutsche Popsänger Laith Al-Deen nahm eine Coverversion beziehungsweise deutschsprachige Adaption von Everlasting Pictures (Right Through Infinity) unter dem Titel Bilder von Dir auf. Der Liedtext und die Komposition stammen von den Originalautoren. Für die Produktion zeichnete das Offenbacher Produzententeam Schallbau verantwortlich.
Die Erstveröffentlichung von Bilder von Dir erfolgte als Single am 18. August 2000 durch Epic Records. Diese erschien als CD-Maxi-Single mit zwei Remixversionen, einer Akustikversion sowie dem Titel Der erste Wind als B-Seite. Am 25. September 2000 erschien das Lied als Teil von Laith Al-Deens Debütalbum Ich will nur wissen…. Das dazugehörige Musikvideo wurde im Juni 2015 offiziell auf YouTube hochgeladen und zählte bis Mai 2024 über 4 Millionen Aufrufe.
| ChartsChartplatzierungen | Höchstplatzierung | Wochen |
| ------------------------ | ----------------- | ------ |
| Deutschland (GfK)        | 29 (20 Wo.)       | 20     |
| Schweiz (IFPI)           | 83 (1 Wo.)        | 1      |

### Weitere Coverversionen (Auswahl)
- 2015: Laith Al-Deen & Gregor Meyle (Album: Meylensteine)[9]